# Xã Olive, Quận Elkhart, Indiana
Xã Olive (tiếng Anh: Olive Township) là một xã thuộc quận Elkhart, tiểu bang Indiana, Hoa Kỳ. Năm 2010, dân số của xã này là 3.068 người.